# Zeche Agricola II
Die Zeche Agricola II war ein Bergwerk im Bochumer Stadtteil Laer, das von 1954 bis 1962 als Stollenzeche in Betrieb war. 
Die Inbetriebnahme der Zeche erfolgte am 16. Februar 1954. Das Stollenmundloch befand sich südlich der Wittener Straße. Im darauffolgenden Jahr wurden mit 68 Bergleuten 20.333 Tonnen Steinkohle gefördert. Im Jahr 1959 wurde mit 78 Bergleuten 28.811 Tonnen Steinkohle gefördert, dies war die höchste Förderleistung des Bergwerks. 
1961 sank die Förderung auf 21.820 Tonnen, diese Förderung wurde mit 45 Bergleuten erbracht. Knapp ein Jahr später, am 1. Oktober 1962, erfolgte die Stilllegung des Bergwerks. Am 31. August 1963 endete die knappschaftliche Versicherung des Bergwerks.